# William Parsons (Komponist)
Sir William Parsons  (* 1745 oder 1746; † 19. Juli 1817 in London) war ein englischer Musiker und Komponist. Ab 1786 trug er den Titel Master of the Queen’s Music.

## Leben und Werk
William Parsons, geboren möglicherweise in London, war Chorknabe an der Westminster Abbey. Vor 1768 bewarb er sich erfolglos um ein Engagement am Covent Garden und reiste anschließend nach Italien, um seine sängerischen und kompositorischen Fähigkeiten weiter auszubilden. Über diesen Aufenthalt sind keine näheren Details bekannt, jedoch wirkte er nach seiner Rückkehr nach England erfolgreich als Lehrer für Gesang und Cembalo. 1783 wurde er Mitglied der Royal Society of Musicians. 1784 war er als Assistenzdirektor an der Ausrichtung der Feiern zum 100. Geburtstags von Georg Friedrich Händel in London beteiligt. Nach dem Tod von John Stanley wurde ihm 1786 der Ehrentitel des Master of the King’s Music am Hofe Georgs III. übertragen. 1795 erhielt er als erster professioneller Musiker in Großbritannien den Ritterschlag als Knight Bachelor. Neben seinen musikalischen Aufgaben war William Parsons auch als Richter an einem Polizeigericht beschäftigt.
Von Parsons, zu dessen Freundeskreis auch Joseph Haydn zählte, sind nur wenige Kompositionen überliefert, darunter Balladen, Bühnenmusik, Arrangements sowie Solfeggi für die Gesangsausbildung. Der Großteil der Musik, die William Parsons in höfischem Auftrag komponierte, scheint verloren zu sein.